# MTV Movie & TV Awards 2022
Die MTV Movie & TV Awards 2022 wurden am 5. Juni 2022 im Barker Hangar in Santa Monica verliehen. Es war die 30. Ausgabe der MTV Movie & TV Awards.
Moderatorinnen waren Vanessa Hudgens und Tayhia Adams. Hudgens moderierte die Scripted Awards, während Adams die Unscripted Awards moderierte. Die beiden Verleihungen fanden im Gegensatz zu 2021, als sie an zwei Tagen verliehen wurden, hintereinander statt. Die Show wurde auf dem Paramount Network ausgestrahlt und ist als Stream auf Paramount+ sowie auf Binge erhältlich.

## Gewinner und Nominierte
Die Nominierungen wurden am 11. Mai 2022 verkündet. Die Nominierungen für Best Musical Moment (Bester musikalischer Moment) wurden am 26. Mai verkündet. Die Sieger stehen als erstes und in Fettschrift.

### Scripted Awards
| Best Movie | Best Show |
| --- | --- |
| - Spider-Man: No Way Home - The Adam Project - Dune - The Batman - Scream - Shang-Chi and the Legend of the Ten Rings | - Euphoria - Inventing Anna - Loki - Squid Game - Ted Lasso - Yellowstone |
| Best Performance in a Movie | Best Performance in a Show |
| - Tom Holland – Spider-Man: No Way Home - Sandra Bullock – The Lost City - Timothée Chalamet – Dune - Lady Gaga – House of Gucci - Robert Pattinson – The Batman | - Zendaya – Euphoria - Lily James – Pam & Tommy - Kelly Reilly – Yellowstone - Amanda Seyfried – The Dropout - Sydney Sweeney – Euphoria |
| Best Comedic Performance | Best Hero |
| - Ryan Reynolds – Free Guy - John Cena – Peacemaker - Brett Goldstein – Ted Lasso - Johnny Knoxville – Jackass Forever - Megan Stalter – Hacks | - Scarlett Johansson – Black Widow - Daniel Craig – James Bond 007: Keine Zeit zu sterben, - Tom Holland – Spider-Man: No Way Home - Oscar Isaac – Moon Knight - Simu Liu – Shang-Chi and the Legend of the Ten Rings |
| Best Villain | Best Kiss |
| - Daniel Radcliffe – The Lost City - James Jude Courtney – Halloween Kills - Willem Dafoe – Spider-Man: No Way Home - Colin Farrell – The Batman - Victoria Pedretti – You | - Poopies and the snake – Jackass Forever - Lily Collins und Lucien Laviscount – Emily in Paris - Tom Holland und Zendaya – Spider-Man: No Way Home - Robert Pattinson und Zoë Kravitz – The Batman - Hunter Schafer und Dominic Fike – Euphoria                                                                         |
| Most Frightened Performance | Best Fight |
| - Jenna Ortega – Scream - Mia Goth – X - Kyle Richards – Halloween Kills - Millicent Simmonds – A Quiet Place 2 - Sadie Sink – Fear Street – Teil 2: 1978 | - Cassie vs. Maddy – Euphoria - Black Widow vs. Widows – Black Widow - Guy vs. Dude – Free Guy - Shang-Chi vs. Razor Fist – Shang-Chi and the Legend of the Ten Rings - Spider-Men vs. Multiverse Villains – Spider-Man: No Way Home                                                                                     |
| Best Breakthrough Performance | Best Team |
| - Sophia Di Martino – Loki - Ariana DeBose – West Side Story - Hannah Einbinder – Hacks - Alana Haim – Licorice Pizza - Jung Ho-yeon – Squid Game | - Tom Hiddleston, Sophia Di Martino, Owen Wilson – Loki - Sandra Bullock, Channing Tatum, Brad Pitt – The Lost City - Selena Gomez, Steve Martin, Martin Short – Only Murders in the Building - Tom Holland, Andrew Garfield, Tobey Maguire – Spider-Man: No Way Home - Ryan Reynolds, Walker Scobell – The Adam Project |
| Here For The Hookup | Best Song |
| - Euphoria - Noch nie in meinem Leben … - Pam & Tommy - Sex/Life - Sex Lives of College Girls | - On My Way (Marry Me) – Jennifer Lopez (Marry Me) - Little Star – Dominic Fike (Euphoria) - Here I Am (Singing My Way Home) – Jennifer Hudson (Respect) - Just Look Up – Ariana Grande and Kid Cudi (Don't Look Up) - We Don’t Talk About Bruno – Encanto Cast (Encanto)                                                |
| Best Musical Moment | |
| - Dance With Me – Heartstopper - America – West Side Story - Disco Forever – House of Gucci - Downtown – Anya Taylor-Joy (Last Night in Soho) - Do Ya Wanna Taste It – Wig Wam (Peacemaker) - Dynamite – BTS, gesungen von Ashley Park (Emily in Paris) - Holding Out for a Hero – Euphoria - The Moment of Truth – Carrie Underwood (Cobra Kai) - Million to One – Camila Cabello (Cinderella) - Nobody Like U – 4*TOWN (Rot) - Original Score – Halo - Rose Song – Olivia Rodrigo (High School Musical: Das Musical: Die Serie) - Therapy – Andrew Garfield and Vanessa Hudgens (Tick, Tick… Boom!) - This Is How We Do It – Montell Jordan (Yellowjackets) - We Don’t Talk About Bruno – Encanto Cast (Encanto) - Wrecking Ball – Midnite String Quartet (Bridgerton) | |

### Unscripted Awards
| Best Music Documentary | Best Docu-Reality Show |
| --- | --- |
| - Olivia Rodrigo: Driving Home 2 U - The Beatles: Get Back - Janet Jackson - Jeen-Yuhs - Oasis Knebworth 1996 | - Selling Sunset - Jersey Shore Family Vacation - Love & Hip Hop: Atlanta - Summer House - The Real Housewives of Beverly Hills |
| Best Reality Star | Best Reality Romance |
| - Chrishell Stause – Selling Sunset - Lindsay Hubbard – Summer House - Teresa Giudice – The Real Housewives of New Jersey - Willow Pill – RuPaul's Drag Race Staffel 14 - Chris "CT" Tamburello – The Challenge | - Loren and Alexei Brovarnik – Loren & Alexei: After the 90 Days - Joe Amabile and Serena Pitt – Bachelor in Paradise - Nany Gonzalez and Kaycee Clark – The Challenge: Spies, Lies & Allies - Tom Sandoval and Ariana Madix – Vanderpump Rules - Yandy and Mendeecees – Love & Hip Hop: Atlanta |
| Best Competition Series | Best Lifestyle Show |
| - RuPaul's Drag Race - American Idol - Dancing with the Stars - The Challenge: Spies, Lies & Allies - The Masked Singer | - Selena + Chef - Bar Rescue - Dr. Pimple Popper - Making It - Queer Eye |
| Best Unscripted Series | Best Talk/Topical Show |
| - The D’Amelio Show - Hart to Heart - Teen Mom: Family Reunion - The Real Housewives Ultimate Girls Trip - Queen of the Universe | - The Tonight Show Starring Jimmy Fallon - The Daily Show with Trevor Noah - The Drew Barrymore Show - The Kelly Clarkson Show - The Late Show with Stephen Colbert |
| Best Host | Breakthrough Social Star |
| - Kelly Clarkson – The Kelly Clarkson Show - Charlamagne Tha God – Tha God's Honest Truth - Gordon Ramsay – MasterChef - Rob Dyrdek – Ridiculousness - RuPaul – RuPaul's Drag Race | - Bella Poarch - Benito Skinner - Caleb Hearon - Khaby Lame - Megan Stalter |
| Best Fight | Best Reality Return |
| - Bosco vs. Lady Camden – RuPaul's Drag Race - Candiace Dillard Bassett vs. Mia Thornton – Salatschlacht – The Real Housewives of Potomac - Margaret Josephs vs. Teresa Giudice – The Real Housewives of New Jersey - Danielle Olivera vs. Ciara Miller vs. Lindsay Hubbard – Summer House - Christine Quinn vs. Chrishell Stause – Selling Sunset | - Paris Hilton – Cooking with Paris and Paris in Love - Bethenny Frankel – The Big Shot with Bethenny - Kylie Sonique Love – RuPaul's Drag Race All Stars - Tami Roman – The Real World Homecoming: Los Angeles - Sher – Ex on the Beach                                                         |

### Comedic Genius Award
- Jack Black[7]

### MTV Generation Award
- Jennifer Lopez[8]

### MTV Reality Royalty Lifetime Achievement
- Bethenny Frankel[9]

## Präsentatoren

### Scripted
- Jamie Campbell Bower, Eduardo Franco und Joseph Quinn – präsentierten Best Breakthrough Performance
- Jenna Ortega – präsentierte Best Music Documentary
- Pablo Schreiber – präsentierte Best Villain
- Awkwafina – präsentierte Comedic Genius Award
- Sydney Sweeney – präsentierte Best Song
- Glen Powell und Jay Ellis – präsentierten Best Fight
- Riley Keough – kündigten Diplo und Swae Lee an
- David Spade und Sarah Shahi – präsentierten Best Kiss
- Lana Condor – präsentierte Best Team
- Vanessa Hudgens – präsentierte MTV Generation Award
- Chris Evans – präsentierte Best Movie
- Hannah Einbinder und Megan Stalter – präsentierten Most Frightened Performance
- Billy Eichner – präsentierte Best Comedic Performance
- Sofia Carson – präsentierte Best Musical Moment
- Maria Bakalova, Rachel Sennott und Chase Sui Wonders – präsentierten Best Show

### Unscripted
- Garcelle Beauvais, Kathy Hilton, Erika Jayne, Dorit Kemsley, Crystal Kung Minkoff, Kyle Richards, Lisa Rinna, Sutton Stracke und Sheree Zampino – präsentierten Best Reality Return
- Chris Tamburello – kündigten The Challenge: Untold History an
- Nick Viall und Tami Roman – präsentierten Best Unscripted Series
- Ariana Madix, James Kennedy und Tom Sandoval – präsentierten Best Fight
- Taylor Armstrong, Tamra Judge und Dorinda Medley – kündigten The Real Housewives Ultimate Girls Trip: Ex-Wives Club
- Paris Hilton – präsentierten MTV Reality Royalty Lifetime Achievement
- Chrishell Stause und Emma Hernan – kündigten Selling The OC
- Paige Desorbo und Lindsay Hubbard – präsentierten Best Talk/Topical Show
- Teresa Giudice und Melissa Gorga – präsentierten Best Competition Series
- Kristin Cavallari – präsentierte Best Reality Star
- Kevin Kreider und Kim Lee – präsentierte Best Reality Romance
- Angelina Pivarnick – kündigte All Star Shore an
- Nicole Richie und Jeremy Scott – präsentierten Best Docu/Reality Show